# Христианство и эллинистическая философия
Христианство и эллинистическая философия переживали сложные взаимодействия в течение I–IV вв.
По мере того как христианство распространялось по эллинскому миру, все большее число церковных лидеров обучались древнегреческой философии. Доминирующими философскими традициями греко-римского мира тогда были стоицизм, платонизм, эпикуреизм и, в меньшей степени, наследие пирронизма и академического скептицизма. Впоследствии, стоицизм и особенно платонизм были включены в христианскую этику и христианское богословие.

## Историческое развитие
О взаимодействии христианства с эллинистической философией сообщается в Новом Завете в книге Деяния (17:18), где описываются дискуссии апостола Павла с философами-эпикурейцами и стоиками. Христианская ассимиляция эллинистической философии была предвосхищена Филоном и другими грекоязычными александрийскими евреями. В философии Филона перемешались иудаизм, платонизм и стоицизма, что сильно повлияло на христианских александрийских писателей, таких как Ориген и Климент Александрийский, а также, в латинском мире, на Амвросия Миланского.
Климент Александрийский отмечал:
"Философия дана грекам как своего рода Завет, их основание для философии Христа... философия греков... содержит в себе основные элементы того подлинного и совершенного знания, которое выше человеческого... даже на этих духовных объектах" (Строматы, 6.8).
Церковный историк Евсевий предположил в своем Praeparatio Evangelica, что греческая философия, хотя и производно, но согласовывается с еврейскими представлениями. Августин Аврелий, который окончательно систематизировал христианскую философию, писал в 4-м и начале 5-го века:
"...когда я читал эти книги платоников, они меня научили искать бестелесную истину, и поэтому я видел «невидимые вещи, понимаемые вещами сотворенными»" (Исповедь 7. 20).
Джон Бернет (1892 г.) отмечал:
Неоплатоники вполне справедливо считали себя духовными наследниками Пифагора; и в их руках философия перестала существовать как таковая и стала теологией. И эта тенденция действовала все время; едва ли хоть один греческий философ остался без его влияния. Позднее Аполлоний Тианский на деле показал, к чему в конечном счете должны привести подобные вещи. Теургия и тауматургия позднегреческих школ были лишь плодом семян, посеянных поколением, непосредственно предшествовавшим греко-персидским войнам.

## Концепция Бога
Комментарий сэра Уильяма Смита, Словарь греческих и римских биографий и мифологии (1870):
"Единица, или единство, есть сущность числа, или абсолютного числа. Как абсолютное число, оно является источником всех чисел, а значит, и всех вещей. (Согласно другому пассажу Аристотеля, Met. xii. 6. p. 1080, b. 7. число произведено) Это первоначальное единство они также назвали Богом (Ritter, Gesch. der FML vol. ip 389). Однако эти положения, взятые сами по себе, дали бы лишь очень частичное представление о системе Пифагора. Важнейшую роль в нем играют идеи предела и неограниченного. Они, по сути, являются фундаментальными идеями целого. Одним из первых заявлений в работе Филолая было то, что все вещи во вселенной являются результатом комбинации неограниченного и ограничивающего; ибо если бы все вещи были безграничны, ничто не могло бы быть предметом познания".
Только после слияния платоновской и аристотелевской теологии с христианством понятия строгого всемогущества, всеведения или доброжелательности стали обычным явлением. Платоническая теория форм оказала огромное влияние на взгляды эллинистических христиан на Бога. В этой философии Формы были идеалами каждого объекта в физическом мире, а объекты в физическом мире были просто тенями этих совершенных форм. Философы-платоники могли теоретизировать о формах, глядя на объекты материального мира и представляя, каким будет «Совершенное» дерево или «Совершенный» человек. Аристотелевское представление о Боге выросло из этих платонических корней, утверждая, что Бог был Бесконечным или Непоколебимым движителем .
Затем эллинские христиане и их средневековые преемники применили эту философию, основанную на форме, к христианскому Богу. Философы взяли все, что они считали хорошим, Силу, Любовь, Знание и Размер, и постулировали, что Бог «бесконечен» во всех этих отношениях. Затем они пришли к выводу, что Бог всемогущ, всезнающ, вездесущ и всеблагожелателен. Поскольку Бог совершенен, любое изменение сделает Его менее чем совершенным, поэтому они утверждали, что Бог неизменен или незыблем.
Ансельм Кентерберийский, священник, монах и философ, определял Бога как «Существо, лучше которого нельзя помыслить». Почти 200 лет спустя Фома Аквинский в третьей части Суммы теологии писал: «Однако под «Богом» мы подразумеваем некое бесконечное благо».
С учреждением церковной администрации, развитием вероучений и догматического богословия этот взгляд на Бога как на Всесущего стал почти универсальным в христианском мире.

## Дополнительно
- Дэниел В. Грэм и Джеймс Л. Сибах, «Философия и раннее христианство», 210–220.
- Кук, «Как глубок платонизм», 269–286 в Farms Review of Books, vol. 11, нет. 2 (1999).
- Еврейская, раннеиудейская и раннехристианская мысль

## Внешняя ссылка
- Христианские платоники и неоплатоники